# فريدريش هانسن
فريدريش هانسن (بالألمانية: Friedrich Hanssen)‏ (و. 1857 – 1919 م) هو باحث في الدراسات الألمانية، ولغوي، وأستاذ جامعي، وكاتب ألماني، ولد في موسكو، توفي في سانتياغو، عن عمر يناهز 62 عاماً.

## التعليم
تعلم في جامعة لايبتزغ، وتعلم في جامعة ستراسبورغ
.